# جوش جانيير
جوش جانيير (4 نوفمبر 1992 بهاميلتون في كندا - ) هو لاعب كرة قدم كندي في مركز الوسط. لعب مع كولورادو رابيدز.

## وصلات خارجية
- جوش جانيير على موقع الدوري الأمريكي (الإنجليزية)
- جوش جانيير على موقع قاعدة بيانات كرة القدم.إي يو (الإنجليزية)